# Hrabstwo Fauquier

Piramida wieku hrabstwa

Hrabstwo Fauquier – hrabstwo w USA, w stanie Wirginia, według spisu z 2000 roku liczba ludności wynosiła 55139. Siedzibą hrabstwa jest Warrenton.

## Geografia
Według spisu hrabstwo zajmuje powierzchnię 1687 km², z czego 1683 km² stanowią lądy, a 4 km² – wody.

### Miasta
- Remington
- The Plains
- Warrenton

### CDP
- Bealeton
- Calverton
- Catlett
- Marshall
- Midland
- New Baltimore
- Opal

### Sąsiednie hrabstwa
- Hrabstwo Clarke
- Hrabstwo Loudoun
- Hrabstwo Prince William
- Hrabstwo Stafford
- Hrabstwo Culpeper
- Hrabstwo Rappahannock
- Hrabstwo Warren